# Denis Zvizdić
Denis Zvizdić, né le 9 juin 1964 à Sarajevo, est un homme d'État bosnien. 
Membre du Parti d'action démocratique, il est président du Conseil des ministres de Bosnie-Herzégovine de 2015 à 2019.

## Biographie
Zvizdić étudie à la faculté d'architecture de l'université de Sarajevo, puis y devient plus tard professeur d'architecture.
En 2003, il devient le dirigeant du canton de Sarajevo (en), puis plus porte-parole de l'assemblée,. Il est membre du parlement de la fédération de Bosnie-et-Herzégovine entre 2010 et 2014.
Le 31 mars 2015, il est investi président du Conseil des ministres de Bosnie-Herzégovine. Le 5 décembre 2019, Zoran Tegeltija lui succède.